# Тарилово
Тарилово (бел. Тарылава) — упразднённый хутор в Браславском районе Витебской области Беларуси.

## География
Урочище находится в западной части Витебской области, на северо-западном берегу озера Укля, на расстоянии приблизительно 16 километров (по прямой) к востоко-юго-востоку от города Браслав, административного центра района. Абсолютная высота — 153 метра над уровнем моря.

## История
По состоянию на 1905 год, в застенке Тарилово проживало 23 человека (15 мужчин и 8 женщин). В административном отношении входил в состав Иодской волости Дисненского уезда Виленской губернии.
В 1921 году застенок входил в состав гмины Йоды Дисенского повета Виленского воеводства Второй Польской республики. Числилось 18 жителей (7 мужчин и 11 женщин), проживавших в 4 домах. В этническом составе населения того периода белорусы составляли 50 %, поляки — 50 %. В конфессиональном составе населения преобладали католики (100 %).
Упразднён в 1971 году.